# Three Little Girls in Blue
Three Little Girls in Blue is een Amerikaanse musicalfilm in Technicolor uit 1946 onder regie van H. Bruce Humberstone. de film is gebaseerd op het toneelstuk Three Blind Mice uit 1938 van Stephen Powys.
De film staat bekend om het gebruik van het lied You Make Me Feel So Young, dat in 1956 opnieuw werd uitgebracht door Frank Sinatra.

## Verhaal
De film speelt af in 1902 in Red Bank, New Jersey. De drie gezusters Charters hebben onlangs een kippenboerderij en een geldsom geërfd. De meiden zijn in de veronderstelling dat het om een groot smak geld gaat en voorzien luxe reizen en gezelschap van rijke mannen. Als blijkt dat het om een klein bedrag gaat, besluiten ze al het geld op één persoon in te zetten: Pam zal zich voordoen als de rijke Miss Charters, terwijl Liz en Myra de rol spelen van haar secretaresse en dienstmeid. Ze checken in een duur hotel in Atlantic City en Pam ontmoet al gauw een miljonair, Steve Harrington. Ondertussen wordt Mike Bailey verliefd op Myra.
Op een dag doet Pam alsof ze verdrinkt, zodat Steve haar zal redden. Ze krijgt echter hulp van Van Damm Smith, een andere miljonair die verliefd op haar wordt. Steve en Van strijden al gauw om Pams hart. De kosten lopen echter al gauw op en het ziet er naar uit dat een huwelijksaanzoek niet binnenkort zal plaatsvinden. Daarop besluit ook Liz haar charmes in het spel te gooien, met groot succes: Steve wordt verliefd op Liz, en Van ziet zijn kans schoon om Pam ten huwelijk te vragen. Niet veel later ontdekt ze dat ook Van zich heeft voorgedaan als rijke man in de hoop een rijke dame aan de haak te slaan. Ze besluiten om uit elkaar te gaan.
Nu Van niet meer in beeld is, doet Steve een huwelijksaanzoek aan Pam en neemt haar mee naar zijn woonplaats in Maryland. Vans zus Miriam merkt al gauw dat Pam nog steeds verliefd op een ander is en dat Steve meer interesse toont in Liz. Ze bedenkt een list om Pam en Van weer bij elkaar te krijgen, zodat Steve en Liz samen kunnen zijn.

## Rolverdeling
| Acteur            | Personage         |
| ----------------- | ----------------- |
| June Haver        | Pam Charters      |
| George Montgomery | Van Damm Smith    |
| Vivian Blaine     | Liz Charters      |
| Celeste Holm      | Miriam Harrington |
| Vera-Ellen        | Myra Charters     |
| Frank Latimore    | Steve Harrington  |
| Charles Smith     | Mike Bailey       |